# 佩莱亚贡萨洛
佩莱亚贡萨洛，是西班牙卡斯蒂利亚-莱昂萨莫拉省的一个市镇。 总面积13平方公里，总人口421人（2001年），人口密度32人/平方公里。